# Bunaeopsis fenestricatula
Bunaeopsis fenestricatula är en fjärilsart som beskrevs av Embrik Strand 1911. Bunaeopsis fenestricatula ingår i släktet Bunaeopsis och familjen påfågelsspinnare. Inga underarter finns listade i Catalogue of Life.